# Alfonzo McKinnie
Alfonzo McKinnie (17 de setembro de 1992) é um basquetebolista profissional norte-americano que atualmente joga pelo Cleveland Cavaliers da National Basketball Association (NBA).
Ele jogou basquete universitário em Eastern Illinois e Green Bay não foi selecionado no Draft da NBA de 2015. Ele jogou por East Side Pirates de Luxemburgo, por Rayos de Hermosillo do México, pelo Windy City Bulls e Raptors 905 da G League e pelo Toronto Raptors e Cleveland Cavaliers da NBA.

## Carreira no ensino médio
McKinnie jogou seus dois primeiros anos de basquete no ensino médio na Curie Metropolitan High School em Chicago.
Ele jogou sua última temporada no colegial como titular na Marshall Metropolitan High School, durante a qual ganhou o All-Red West Conference com média de 11,2 pontos e 8,5 rebotes por jogo.

## Carreira na faculdade
McKinnie não foi um grande jogador e foi recrutado levemente durante seu primeiro ano no Marshall HS. Ele escolheu frequentar Eastern Illinois. No segundo ano, ele teve uma média de 10,2 pontos e 7,0 rebotes por jogo.
Após seu segundo ano, ele se transferiu para Wisconsin-Green Bay, onde rasgou seu menisco no fim de sua temporada. Mais tarde, ele rasgou o menisco novamente e o removeu.
Ele terminou sua carreira na faculdade com média de 7,1 pontos e 5,1 rebotes em 96 jogos.

## Carreira profissional

### East Side Pirates (2015-2016)
Depois de não ser selecionado no Draft de 2015, McKinnie começou sua carreira no East Side Pirates na segunda divisão semi-profissional de Luxemburgo, onde teve médias de 26 pontos por jogo.

### Rayos de Hermosillo (2016)
Em 21 de maio de 2016, ele assinou com a equipe mexicana Rayos de Hermosillo.
McKinnie ajudou a liderar os Rayos ao título da temporada regular e a final, antes de perder para o Nauticos de Mazatlan.

### Windy City Bulls (2016-2017)
Em setembro de 2016, McKinnie pagou 175 dólares por um teste com o Windy City Bulls da G-League. Em 30 de outubro de 2016, ele foi contratado pelos Bulls.
Nessa temporada, ele jogou em 50 jogos e teve médias de 14.9 pontos e 9.2 rebotes em 30.5 minutos.

### Toronto Raptors (2017–2018)
Em 9 de julho de 2017, McKinnie assinou contrato com o Toronto Raptors.
Ele estreou na NBA em 19 de outubro de 2017, jogando em um único minuto na vitória de 117-100 sobre o Chicago Bulls.
Durante sua temporada de estreia, ele jogou alguns jogos pelo Raptors 905, afiliado do Toronto na G League. Em 35 jogos, ele teve médias de 14.0 pontos e 7.5 rebotes.
Em sua única temporada em Toronto, ele jogou em 14 jogos e teve médias de 1.5 pontos e 0.5 rebotes em 3.8 minutos.
Em 17 de julho de 2018, os Raptors dispensaram McKinnie.

### Golden State Warriors (2018-2019)
McKinnie assinou contrato com o Golden State Warriors para a temporada de 2018-19.
Ele teve seu primeiro duplo-duplo da carreira com 19 pontos e 10 rebotes em 27 minutos em 29 de outubro contra o Chicago Bulls.
Nessa temporada, McKinnie jogou em 72 jogos e teve média de 4,7 pontos e 3.4 rebotes em 13.9 minutos. Os Warriors avançaram para as Finais da NBA de 2019, onde perderam para o Toronto Raptors em 6 jogos.
Em 18 de outubro de 2019, os Warriors dispensaram McKinnie.

### Cleveland Cavaliers (2019 – Presente)
Em 21 de outubro de 2019, o Cleveland Cavaliers anunciou que havia contratado McKinnie.

## Estatísticas

### NBA

#### Temporada regular
| Ano      | Time         | PJ | MPJ  | AP   | 3P   | LL   | RT  | AS | BR | TO | PPJ |
| -------- | ------------ | -- | ---- | ---- | ---- | ---- | --- | -- | -- | -- | --- |
| 2017–18  | Toronto      | 14 | 3.8  | .533 | .333 | .667 | .5  | .1 | .1 | .1 | 1.5 |
| 2018–19  | Golden State | 72 | 13.9 | .487 | .356 | .563 | 3.4 | .4 | .3 | .2 | 4.7 |
| Carreira | Carreira     | 86 | 12.3 | .490 | .354 | .569 | 3.0 | .4 | .3 | .2 | 4.2 |

#### Playoffs
| Ano      | Time         | PJ | MPJ  | AP   | 3P   | LL   | RT  | AS | BR | TO | PPJ |
| -------- | ------------ | -- | ---- | ---- | ---- | ---- | --- | -- | -- | -- | --- |
| 2019     | Golden State | 22 | 10.7 | .441 | .313 | .400 | 2.3 | .2 | .1 | .1 | 3.0 |
| Carreira | Carreira     | 22 | 10.7 | .441 | .313 | .400 | 2.3 | .2 | .1 | .1 | 3.0 |

Fonte:

## Vida pessoal
Ele é filho de Elisa Bryant e Alfonzo McKinnie, Sr. Em 2018, durante sua primeira parada em Chicago com os Warriors, ele assinou papéis para comprar uma casa para sua mãe.